# Coupe du Golfe des nations de football 2009
Navigation
Émirats arabes unis 2007 Yémen 2010
La Coupe du Golfe des nations de football 2009 est la 19e édition de la Coupe du Golfe des nations de football, compétition organisée par l'Association du Golfe de football (en arabe الاتحاد الخليجي لكرة القدم) et rassemblant les 7 équipes des pays arabes du golfe plus l'équipe du Yémen.
Le pays hôte est le Sultanat d'Oman. Le déroulement de la compétition était prévu pour l'année 2008, mais à cause du cyclone Gonu, elle fut programmée du 4 janvier au 17 janvier 2009.
L'équipe d'Oman remporte à domicile le 1er titre de son histoire.

## Stades retenus
La ville de Mascate a été retenue pour le déroulement de ce tournoi, avec deux stades.

## Stades
| Capacité : 34 000 | Capacité : 15 000 |

## Participants et pots
| Pots | Sélections nationales                 | Classement FIFA |
| A    | Oman (pays hôte)                      | 96              |
| A    | Émirats arabes unis (tenant du titre) | 110             |
| B    | Arabie saoudite                       | 48              |
| B    | Bahreïn                               | 80              |
| C    | Irak                                  | 72              |
| C    | Qatar                                 | 84              |
| D    | Koweït                                | 127             |
| D    | Yémen                                 | 145             |

## Premier tour
Les 8 équipes sont réparties en 2 groupes. De chaque groupe se qualifient les deux premières équipes pour les demi-finales.

### Groupe A
| Rang | Équipe  | Pts | J | G | N | P | Bp | Bc | Diff |
| ---- | ------- | --- | - | - | - | - | -- | -- | ---- |
| 1    | Oman    | 7   | 3 | 2 | 1 | 0 | 6  | 0  | +6   |
| 2    | Koweït  | 5   | 3 | 1 | 2 | 0 | 2  | 1  | +1   |
| 3    | Bahreïn | 3   | 3 | 1 | 0 | 2 | 3  | 4  | -1   |
| 4    | Irak    | 1   | 3 | 0 | 1 | 2 | 2  | 8  | -6   |

| 4 janvier 2009 | Oman | 0 – 0 | Koweït | Sultan Qaboos Sports Complex, Mascate |  |
|                |      |       |        |                                       |  |

| 4 janvier 2009 | Bahreïn                                       | 3 – 1 | Irak               | Sultan Qaboos Sports Complex, Mascate |  |
|                | Omar 28e · Adnan 69e (pen.) · Al-Dakeel 90+2e |       | Mahmoud 81e (pen.) |                                       |  |

| 7 janvier 2009 | Irak | 0 – 4 | Oman                               | Sultan Qaboos Sports Complex, Mascate |
|                |      |       | Rabia 23e, 65e, 79e · Al-Hosni 50e |                                       |

| 7 janvier 2009 | Bahreïn | 0 – 1 | Koweït   | Sultan Qaboos Sports Complex, Mascate |
|                |         |       | Neda 28e |                                       |

| 10 janvier 2009 | Oman                        | 2 – 0 | Bahreïn | Sultan Qaboos Sports Complex, Mascate |
|                 | Al-Maimani 14e · Bashir 71e |       |         |                                       |

| 10 janvier 2009 | Irak            | 1 – 1 | Koweït     | Royal Oman Police Stadium, Mascate |  |
|                 | Abdul-Zahra 66e |       | Khalaf 37e |                                    |  |

### Groupe B
| Rang | Équipe              | Pts | J | G | N | P | Bp | Bc | Diff |
| ---- | ------------------- | --- | - | - | - | - | -- | -- | ---- |
| 1    | Arabie saoudite     | 7   | 3 | 2 | 1 | 0 | 9  | 0  | +9   |
| 2    | Qatar               | 5   | 3 | 1 | 2 | 0 | 2  | 1  | +1   |
| 3    | Émirats arabes unis | 4   | 3 | 1 | 1 | 1 | 3  | 4  | -1   |
| 4    | Yémen               | 0   | 3 | 0 | 0 | 3 | 2  | 11 | -9   |

| 5 janvier 2009 | Émirats arabes unis                                | 3 – 1 | Yémen             | Royal Oman Police Stadium, Mascate |  |
|                | M. Omar 6e (pen.) · Al Hammadi 14e · Al-Shehhi 67e |       | Ali Al Nono 90+1e |                                    |  |

| 5 janvier 2009 | Arabie saoudite | 0 – 0 | Qatar | Royal Oman Police Stadium, Mascate |  |
|                |                 |       |       |                                    |  |

| 8 janvier 2009 | Qatar | 0 – 0 | Émirats arabes unis | Royal Oman Police Stadium, Mascate |  |
|                |       |       |                     |                                    |  |

| 8 janvier 2009 | Arabie saoudite                                                          | 6 – 0 | Yémen | Royal Oman Police Stadium, Mascate |
|                | Al-Qahtani 4e · Mouath 11e, 83e · Shuhail 18e · Otaif 19e · Al-Mousa 36e |       |       |                                    |

| 11 janvier 2009 | Qatar                     | 2 – 1 | Yémen       | Royal Oman Police Stadium, Mascate |  |
|                 | Haroon 13e · Siddiq 90+8e |       | Al-Nono 31e |                                    |  |

| 11 janvier 2009 | Émirats arabes unis | 0 – 3 | Arabie saoudite                              | Sultan Qaboos Sports Complex, Mascate |
|                 |                     |       | Al-Qahtani 58e · Al-Zori 70e · Al-Fraidi 72e |                                       |

## Demi-finales
| 14 janvier 2009 18:00 UTC+4 | Oman      | 1 – 0 | Qatar | Sultan Qaboos Sports Complex, Mascate |
|                             | Rabia 18e |       |       |                                       |

| 14 janvier 2009 21:00 UTC+4 | Koweït | 0 – 1 | Arabie saoudite | Sultan Qaboos Sports Complex, Mascate |
|                             |        |       | Al-Fraidi 63e   |                                       |

## Finale
| 17 janvier 2009                                    | Oman            | 0 - 0 (a.p.)                                               | Arabie saoudite | Sultan Qaboos Sports Complex, Mascate |
| 18:00 UTC-4                                        |                 |                                                            |                 |                                       |
|                                                    |                 |                                                            |                 |                                       |
| Ayil · Al-Ajmi · Mudhafar · Saleh · Bashir · Rabia | Tirs au but 6–5 | Al-Qahtani · Khariri · Tukar · Otaif · Hawsawi · Al-Jassim |                 |                                       |

## Palmarès
| Vainqueur de la Coupe du Golfe 2009 Oman 1er titre |

## Buteurs
| 4 buts - Hassan Rabia 2 goals - Malek Mouath - Yasser Al-Qahtani - Ahmed Al-Fraidi - Ali Al Nono 1 but - Abdullah Al Dakheel - Abdullah Omar - Sayed Mohamed Adnan - Alaa Abdul-Zahra - Younis Mahmoud - Abdullah Al-Zori | 1 but (csc) - Abdullah Shuhail - Ahmed Al-Mousa - Ahmed Otaif - Khaled Khalaf - Musaed Neda - Badar Al-Maimani - Imad Al Hosni - Fawzi Bashir - Majdi Siddiq - Musa Haroon - Mohammed Omer - Ismail Al Hammadi - Mohamed Al Shehhi |